# کامیلیانو
کامیلیانو (به ایتالیایی: Camigliano) یک کومونه در ایتالیا است که در استان کسرتا واقع شده‌است.

## خصوصیات
کامیلیانو ۶٫۱ کیلومترمربع مساحت و ۱٬۹۴۴ نفر جمعیت دارد و ۸۰ متر بالاتر از سطح دریا واقع شده‌است.